# Adam Krzysztof Drzewicki
Adam Krzysztof Drzewicki herbu Ciołek (zm. w 1677 roku) – podsędek ziemski lubelski w latach 1659–1677.
Immatrykułował się na Akademii Zamojskiej w 1634/1635 roku, na Akademii Krakowskiej w 1638/1639 roku. Poseł województwa lubelskiego na sejm w 1655, 1665, 1666 (II), 1667, 1668 (I), sejm abdykacyjny 1668 roku i sejm konwokacyjny 1668 roku. Był członkiem konfederacji generalnej zawiązanej 5 listopada 1668 roku na sejmie konwokacyjnym.
Był elektorem Michała Korybuta Wiśniowieckiego z województwa lubelskiego w 1669 roku.
Był autorem dzieła: Zodiacus Horoscopum [...] Thomae in Zamoscie Zamoyski [...] reducens, [...], Zamosci 1637.